# つボイノリオのおはようアドベンチャー
『つボイノリオのおはようアドベンチャー』は、KBS京都ラジオで1987年7月から1992年3月まで放送されたラジオ番組である。

## 概要
1987年3月までハイヤングKYOTOを担当していたつボイノリオを抜擢して、7月に放送開始。
番組の前半はニュース・情報、後半はアミューズメントを中心に進行。1991年4月からは、7時台から8時台の途中までは「JOURNAL ZONE」、8時台の途中から9時台までは「AMUSEMENT ZONE」と題して番組を進行していた。
当番組から、毎月1回のフリーペーパー『冒険新聞』が発行されていた。

## 放送時間
- 月曜 - 木曜　7:00 - 9:30（1987年7月 - 1988年3月）
- 月曜 - 木曜　7:00 - 10:00（1988年4月 - 1989年3月）
- 月曜 - 木曜　7:00 - 9:52（1989年4月 - 1992年3月）

## 出演
メインパーソナリティ
- つボイノリオ

アシスタント
- 曽和伸子（1987年7月 - 1989年9月）
- 丸子由美（1989年10月 - 1990年3月）
- 影山久美（1990年4月 - 1991年3月）
- 塩見祐子（1991年4月 - 1992年3月）

コメンテーター
- 長賀一哉（共同通信、国際経済通信局次長兼編成部長 → 共同通信情報統括部長）
- 平田真巳（経済評論家）
- 須藤眞志（京都産業大学教授） ※1989年9月まで
- 尾関史郎（京都新聞論説委員　→　京都文教短期大学教授）
- 杉江雅彦（同志社大学商学部教授） ※1990年3月まで
- 久津間保治（京都新聞論説委員） ※1990年4月から

ラジオカー（情報レポーター）
- 今里千加子[3]
- 和田かおる[3]
- 安尾正人
- 江本龍彦
- 西村寿一
- 浅野陽子
- 田中かよ

## コーナー
- ニュース・天気予報（通勤通学気象情報・リビング気象情報・おでかけ気象情報）・交通情報・交通取締情報・UV情報

1987年7月当時
- 京都発ニュース第一便
- 街角おはようさん
- 朝の歳時記
- 日産フラッシュジャーナル
- モーニングビジネスワールド
- スポーツ大好き
- 味・千科
- いってらっしゃいあなた
- やじうま横丁
- ここにこの人
- ここが知りたい
- 朝の音楽館
- アドベンチャー講座
- アドベンチャーテレホン
- 話題のスポット

1988年4月から
- ニュースアラウンド
- 今日のアングル
- デイリートピックス
- アドベンチャーレポート
- 奥様ショッピング
- 京都府声の案内板

1989年4月から
- 今日のアドベンチャー
- トピック・ナウ

1991年4月から
- アミューズメント・ステージ
- サウンド・シャワー

1991年10月から
- I Feel Fine